# 1862 Apolo
1862 Apolo é um asteroide tipo Q, descoberto por Karl Reinmuth em 1932, mas foi perdido e só foi achado novamente em 1973. Ele é nomeado a partir do deus grego Apolo.
Como ele foi o primeiro asteroide Apolo a ser descoberto, o grupo tem esse nome.
Em 4 de novembro de 2005, observações de radar anunciaram a descoberta de uma lua orbitando 1862 Apolo. O satélite, que tem apenas 80 metros de diâmetro, recebeu a designação provisória de S/2005 (1862) 1.